# Microchromis zebroides
Espèce
Statut de conservation UICN

 VU D2 : Vulnérable
Microchromis zebroides est une espèce de poissons de la famille des Cichlidés endémique du lac Malawi en Afrique.

## Publication originale
- (en) Don S. Johnson (d), « More new Malawi cichlids. A proposed method of classifying species of the genera Melanochromis and Pseudotropheus by color pattern », Today's Aquarist, vol. 2, no 1,‎ juin 1975, p. 15-25 (ISSN 1040-2098).